# Floyd-Warshall算法
算法，中文亦称弗洛伊德算法或佛洛依德算法，是解决任意两点间的最短路径的一种算法，可以正確處理有向圖或负权（但不可存在负权回路）的最短路径問題，同时也被用于计算有向图的传递闭包。
算法的时间复杂度為{\displaystyle O(|V|^{3})}，空间复杂度为{\displaystyle O(|V|^{2})}，其中{\displaystyle V}是点集。

## 原理
算法的原理是动态规划。
设{\displaystyle D_{i,j,k}}为从{\displaystyle i}到{\displaystyle j}的只以{\displaystyle (1..k)}集合中的节点为中间節点的最短路径的长度。
1. 若最短路径经过点k，则{\displaystyle D_{i,j,k}=D_{i,k,k-1}+D_{k,j,k-1}}；
2. 若最短路径不经过点k，则{\displaystyle D_{i,j,k}=D_{i,j,k-1}}。

因此，{\displaystyle D_{i,j,k}={\mbox{min}}(D_{i,j,k-1},D_{i,k,k-1}+D_{k,j,k-1})}。
在实际算法中，为了节约空间，可以直接在原来空间上进行迭代，这样空间可降至二维。

## 算法描述
算法的伪代码描述如下：
```
1 
let
 dist be a |V| × |V| array of minimum distances initialized to ∞ (infinity)
2 
for each
 vertex 
v

3    dist[
v
][
v
] 
←
 0
4 
for each
 edge (
u
,
v
)
5    dist[
u
][
v
] 
←
 w(
u
,
v
)  
// the weight of the edge (
u
,
v
)

6 
for
 
k
 
from
 1 
to
 |V|
7    
for
 
i
 
from
 1 
to
 |V|
8       
for
 
j
 
from
 1 
to
 |V|
9          
if
 dist[
i
][
j
] > dist[
i
][
k
] + dist[
k
][
j
] 
10             dist[
i
][
j
] 
←
 dist[
i
][
k
] + dist[
k
][
j
]
11         
end if
```

其中dist[i][j]表示由點{\displaystyle i}到點{\displaystyle j}的代價，當其為 ∞ 表示兩點之間沒有任何連接。

## 使用动态规划的算法
- 最长公共子序列
- 维特比算法

## 实现
Floyd算法在不同的编程语言中均有大量的实现方法：
- C++：boost::graph（页面存档备份，存于）库下
- C#：QuickGraph（页面存档备份，存于）和QuickGraphPCL（页面存档备份，存于）中均有相关实现方法
- Java：Apache Commons Graph（页面存档备份，存于）库中
- JavaScript：Cytoscape（英语：Cytoscape）库中
- MATLAB：Matlab_bgl（页面存档备份，存于）包中
- Perl：Graph（页面存档备份，存于）组件下
- Python：SciPy库下（scipy.sparse.csgraph（页面存档备份，存于）），NetworkX（英语：NetworkX）库中也有
- R：e1071（页面存档备份，存于）和Rfast（页面存档备份，存于）包内